# Dipsas andiana
Dipsas andiana – gatunek niejadowitego węża z rodziny połozowatych (Colubridae). Występuje w północno-zachodniej Ameryce Południowej – endemicznie w Ekwadorze. Prowadzi częściowo nadrzewny tryb życia.

## Systematyka
Takson ten po raz pierwszy zgodnie z zasadami nazewnictwa binominalnego opisał w 1896 roku brytyjski zoolog George Albert Boulenger w trzecim tomie Catalogue of the snakes in the British Museum (Natural History). Autor nadał wężowi nazwę Leptognathus andiana, a jako miejsce typowe wskazał Quito, Ekwador. Holotyp ma oznaczenie BMNH 1946.1.20.12.

### Etymologia
- Dipsas: gr. διψας dipsas, διψαδος dipsados „jadowity wąż, którego ukąszenie wywołuje silne pragnienie”[5].
- andiana: nazwa pochodzi od miejsca typowego – Andów[3].

## Morfologia
Jest to małej wielkości wąż o cienkiej szyi, małej głowie, dużych oczach o jasnoszarych tęczówkach z czarną owalną pionową źrenicą. Górne części ciała są jasnobrązowe z charakterystycznym wzorem ciemnobrązowych plam grzbietowych od 18 do 25. Mają one kształt owalny, eliptyczny lub nieregularny z jasną wąską obwódką, rozciągają się tylko do brzegu łusek brzusznych. W przedniej części tułowia mają one tendencję do występowania naprzeciw siebie, a w tylnej naprzemiennie. Na głowie charakterystyczna plama w kształcie litery U. Brzuch i spód ogona beżowo-białawy z niewielkimi ciemnymi plamkami na jego bokach. Charakteryzuje się średniej długości ogonem stanowiącym około 1/4 SVL (23–26%).
Wymiary:
|                          | Samiec   | Samica   |
| Długość całkowita (mm)   | 690      | 843      |
| Długość SVL (mm)         | 488      | 673      |
| Łuski grzbietowe (rzędy) | 15/15/15 | 15/15/15 |
| Tarczki brzuszne         | 185–196  | 185–191  |
| Tarczki podogonowe       | 91–106   | 82–83    |

## Występowanie
Występuje wzdłuż pacyficznych nizin i wyżyn u podnóża Andów w Ekwadorze w prowincjach Los Ríos, Bolívar, Pichincha, Esmeraldas, Manabí, El Oro, Santo Domingo de los Tsáchilas, Cotopaxi i Loja. Występuje w przedziale wysokości 5–1750 m n.p.m.

## Ekologia i zachowanie
Gatunek ten występuje tylko w tropikalnych wilgotnych lasach nizinnych, lasach górskich, półsuchych zaroślach nadmorskich oraz zaroślach górskich, zarówno pierwotnych jak i wtórnych. Prowadzi nocny, częściowo nadrzewny tryb życia.

## Status
W Czerwonej księdze gatunków zagrożonych IUCN Dipsas andiana jest klasyfikowany jako gatunek bliski zagrożenia (NT, ang. Near Threatened). Gatunek ten jest opisywany jako niepospolity lub rzadki. Między innymi z tego powodu nie określono ani wielkości populacji, ani jej trendu. 